# Takafumi Kanazawa
Takafumi Kanazawa (金澤 崇文 Kanazawa Takafumi?, nacido el 25 de abril de 1981 en Ibaraki) es un exfutbolista japonés. Jugaba de defensa y su último club fue el Grulla Morioka de Japón.

## Trayectoria

### Clubes
| Club           | País  | Año         |
| -------------- | ----- | ----------- |
| Ventforet Kofu | Japón | 2004        |
| Mito HollyHock | Japón | 2005        |
| Grulla Morioka | Japón | 2005 - 2009 |